# (6502) 1993 XR1
A (6502) 1993 XR1 a Naprendszer kisbolygóövében található aszteroida. Ueda Szeidzsi és Kaneda Hirosi fedezte fel 1993. december 6-án.